# Claudia Olsson
Claudia Olsson är en svensk företagsledare med inriktning på digitalisering och digital transformation. Hon grundade bolagen Stellar Capacity AB och SpeakCharlie AB. År 2017 utsågs Claudia Olsson till "Young Global Leader" av World Economic Forum och har ingått i World Economic Forums framtidsråd med fokus på värderingar, etik och innovation.

## Biografi
Claudia Olsson är utbildad civilingenjör vid Kungliga Tekniska högskolan samt civilekonom, utbildad vid Handelshögskolan i Stockholm. Hon har även studerat vid INSA Lyon i Frankrike och vid Karlsruhe Universitet i Tyskland. År 2010 deltog hon i Singularity University Graduate Studies Program på NASA Ames och 2017 i Bucerius Summer School on Global Governance. Hon har även deltagit i World Economic Forums ledarskapsprogram med Saïd Business School under 2019 och har vidareutbildat sig inom ledarskap vid Harvard Kennedy Executive School under 2021. År 2024 tog hon examen med en Executive MBA från The Wharton School vid University of Pennsylvania.
Under 2014 medgrundade Claudia Olsson Swedish for Professionals (numeral SpeakCharlie), ett företag specialiserat på språkundervisning och interkulturell kompetens. Hon blev även medlem i fakulteten vid Singularity University, efter att ha verkat som rådgivare åt universitetet. Året 2016 blev hon utsedd till European David Rockefeller Fellow vid Trilaterala Kommissionen och året därpå påbörjades hennes engagemang i World Economic Forums Europa Policy grupp. År 2017 grundade Claudia Olsson företaget Stellar Capacity, ett företag inriktat på utbildning inom digitalt ledarskap och digital transformation. Under 2018 blev hon medlem i World Economic Forums Framtidsråd för värderingar, etik och innovation Hon blev samma år medlem i High Level Industrial Roundtable “Industry 2030” vid Europeiska Kommissionen, en grupp som tog fram en framtidsvision för europeisk industri. År 2020 utsågs hon till medlem vid Trilaterala Kommissionen. Hon har även verkat som medlem av styrgruppen för Software Development Academy vid Kungliga Tekniska högskolan samt som styrelseledamot i Svenskar i Världen.

## Utmärkelser
Under 2023 tilldelades hon utmärkelsen Sveriges mest visionära kvinna inom teknik av #addher awards.
År 2018 och 2019 listades Olsson bland Näringslivets mäktigaste kvinnor av Veckans Affärer .
År 2018 utsågs Olsson till en av Europas främsta unga ledare under 40 år av Friends of Europe  samt till en av Sveriges fem mest kreativa personer av tidningen Resumé.
År 2017 utsågs Olsson till “Young Global Leader” av World Economic Forum.
År 2021 sommarpratade Claudia Olsson i P1. 